# ZUB 121

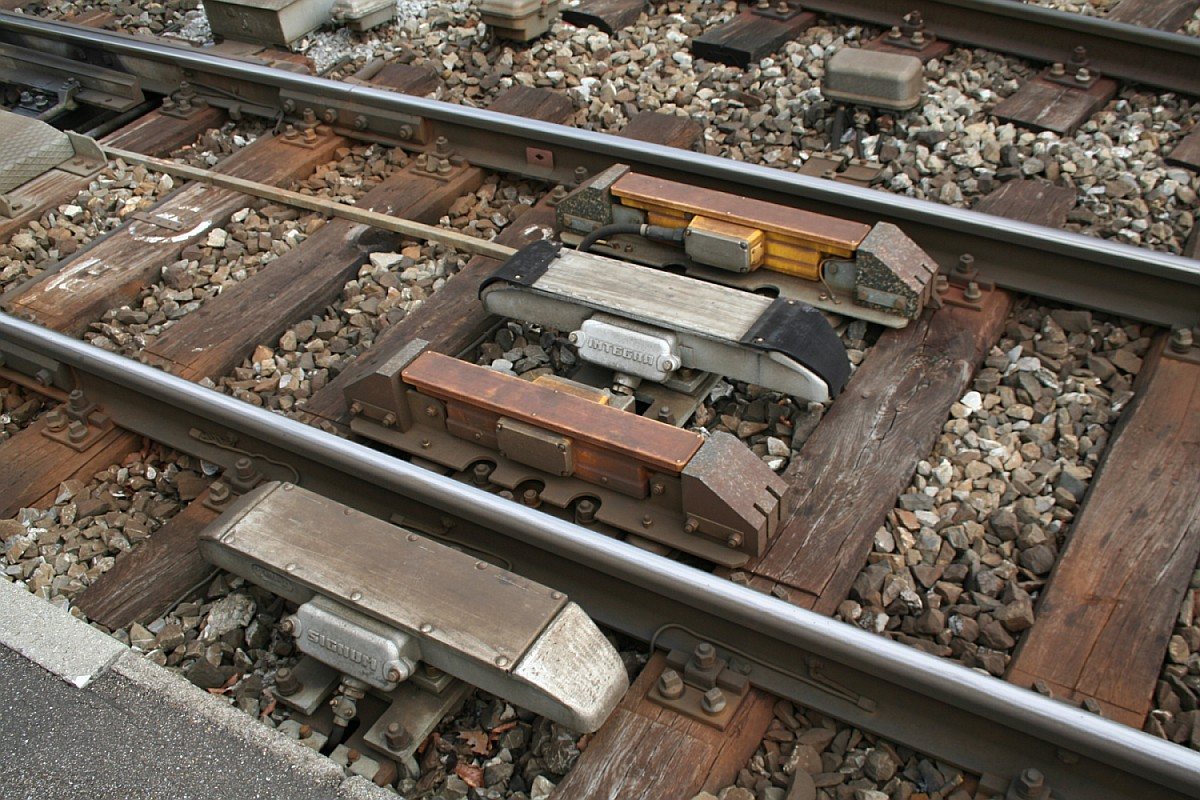
Deux aimants ZUB (en jaune) et deux aimants Integra-Signum

ZUB 121 (en allemand : Zugbeeinflussung 121, littéralement influence des trains) est un système de sécurité ferroviaire utilisé en Suisse. Il est utilisé dans les zones proches des signaux ou dans les espaces où la vitesse doit être régulée (virages, tronçons de ralentissement, etc.) de façon à éviter les situations dangereuses. Il agit en cas de non-respect de la signalisation par le conducteur.

## Utilité
Le système ZUB a été développé pour améliorer la sécurité sur le réseau suisse de façon à être un complément au système Integra-Signum tout en augmentant la sécurité.
Ainsi, à la différence de Integra-Signum, ZUB permet d'arrêter le train avant le danger et contrôle également la conduite du mécanicien pour éviter les excès de vitesse.

## Principe de fonctionnement
ZUB fonctionne toujours en complément de Integra-Signum lorsqu'il est implanté au droit d'un signal, il peut également être utilisé en pleine voie pour surveiller la vitesse des trains dans une zone de ralentissement.
L'unité électronique montée dans le boitier du signal va vérifier l'image effective du signal par une mesure de l'intensité des lampes allumées et calculer ainsi quelle est l'image du signal (voie libre, annonce de vitesse, exécution de vitesse, arrêt). D'autres données sont intégrées en permanence à l'unité électronique, comme la vitesse maximale du tronçon et la distance du prochain signal. Toutes ces données sont codées et transmises par la balise ZUB située entre les rails, à droite de la balise Integra-Signum.
Pour pouvoir fonctionner, le système ZUB a en fait besoin des indications suivantes, fournies en partie par le conducteur, en partie par les balises ZUB aux endroits auxquelles elles sont implantées.
| Input mécanicien Données ZUB introduites par le mécanicien. | Informations ZUB Données de parcours envoyées par les balises aux sol. |
| ----------------------------------------------------------- | ---------------------------------------------------------------------- |
| Catégorie de train.                                         | Vitesse à respecter au but.                                            |
| Rapport de freinage du train.                               | Distance du prochain seuil de vitesse.                                 |
| Vitesse maximale du train.                                  | Déclivité déterminante du tronçon.                                     |
| Longueur du train.                                          | Longueur du tronçon à surveiller par le ZUB.                           |
|                                                             | Vitesse maximale du tronçon à parcourir.                               |

Toutes ces données sont ensuite envoyées au calculateur du ZUB qui ainsi peut:
- surveiller la vitesse du train.
- transmettre les alarmes optiques et acoustiques ainsi que les annonces.
- provoquer un freinage d'urgence en cas de danger.

### Le prochain signal affiche l'image d'arrêt
Le calculateur ZUB, sur la base des données indiquées ci-dessus, calcule une courbe de réduction de vitesse permettant de garantir l'arrêt devant le but. ZUB ne transmet pas d'alarme indiquant que le prochain signal est fermé, ce rôle étant dévolu à Integra-Signum.
Si après avoir passé un signal à l'avertissement le conducteur tente d'accélérer sans se libérer du ZUB, il va alors déclencher le premier degré d'avertissement qui enclenche une alarme optique et acoustique.
Cette fonction se désactive en dessous de 40km/h, et à plus de 400 mètres du signal, de façon à pouvoir s'approcher de la balise de libération du signal suivant qui transmettra à ZUB des informations lorsque ledit signal s'ouvrira.
Si le mécanicien ne freine pas et que ZUB calcule que la vitesse n'est que 5km/h en dessous de la vitesse limite qui permettrait d'assurer l'arrêt, il va alors déclencher le second degré d'avertissement qui enclenche une alarme optique et acoustique continu.
Si ZUB calcule que seul le freinage d'urgence permet d'arrêter le train avant le but indiqué, il va alors couper la traction, enclencher un freinage d'urgence pneumatique et si possible électrique, aucune manœuvre ne permet d'éviter alors l'arrêt complet du train.

### Le prochain signal affiche une image de vitesse
Si le signal ne présente pas l'arrêt mais une image de vitesse signalée, ZUB va agir de la même façon que décrite ci-dessus sauf qu'à l'endroit du but la vitesse à atteindre ne sera plus de « zéro » km/h mais 40, 60 ou toutes les autres possibilités offertes par la signalisation.

### Libération d'un signal qui présentait l'arrêt
ZUB calculant un point d'arrêt situé avant le signal, il est nécessaire d'avoir une manipulation permettant de lui indiquer que le signal est désormais ouvert de façon à ne pas rester bloqué en l'absence de boucle de libération.
Cette libération ne peut être faite qu'en dessous de 40 km/h, pour ce faire le mécanicien doit tourner un interrupteur qui permettra de se libérer de la courbe de surveillance et de continuer en direction du but à 40km/h. Cette vitesse ne peut être annulée qu'au passage d'une nouvelle balise ZUB ou si la distance au but est dépassée et que ZUB n'a reçu aucune nouvelle information.

### Le train dépasse la vitesse maximale autorisée
ZUB va enclencher une alarme acoustique et optique continue dès que le train dépasse de 15km/h la vitesse limite prescrite, puis va imposer un freinage d'urgence si le dépassement de vitesse atteint 20km/h.
Cette marge de manœuvre n'a pas pour but de permettre des dépassements de vitesse mais évite que ZUB provoque un freinage d'urgence en cas de patinage qui provoque immanquablement une augmentation de la vitesse de rotation des roues et dès lors de la vitesse subjective du train.

## Affichage des limitations contrôlées par le ZUB
ZUB peut afficher sur son écran plusieurs indications différentes qui renseignent le mécanicien sur la surveillance effective actuelle. Il faut en effet garder à l'esprit que ZUB n'est utilisé qu'aux endroits considérés comme sensibles et n'équipe donc pas tous les signaux d'une même ligne. L'indication peut alors permettre au mécanicien d'être sûr des informations qu'il pourrait se voir transmettre dans les cas décrits ci-dessus.

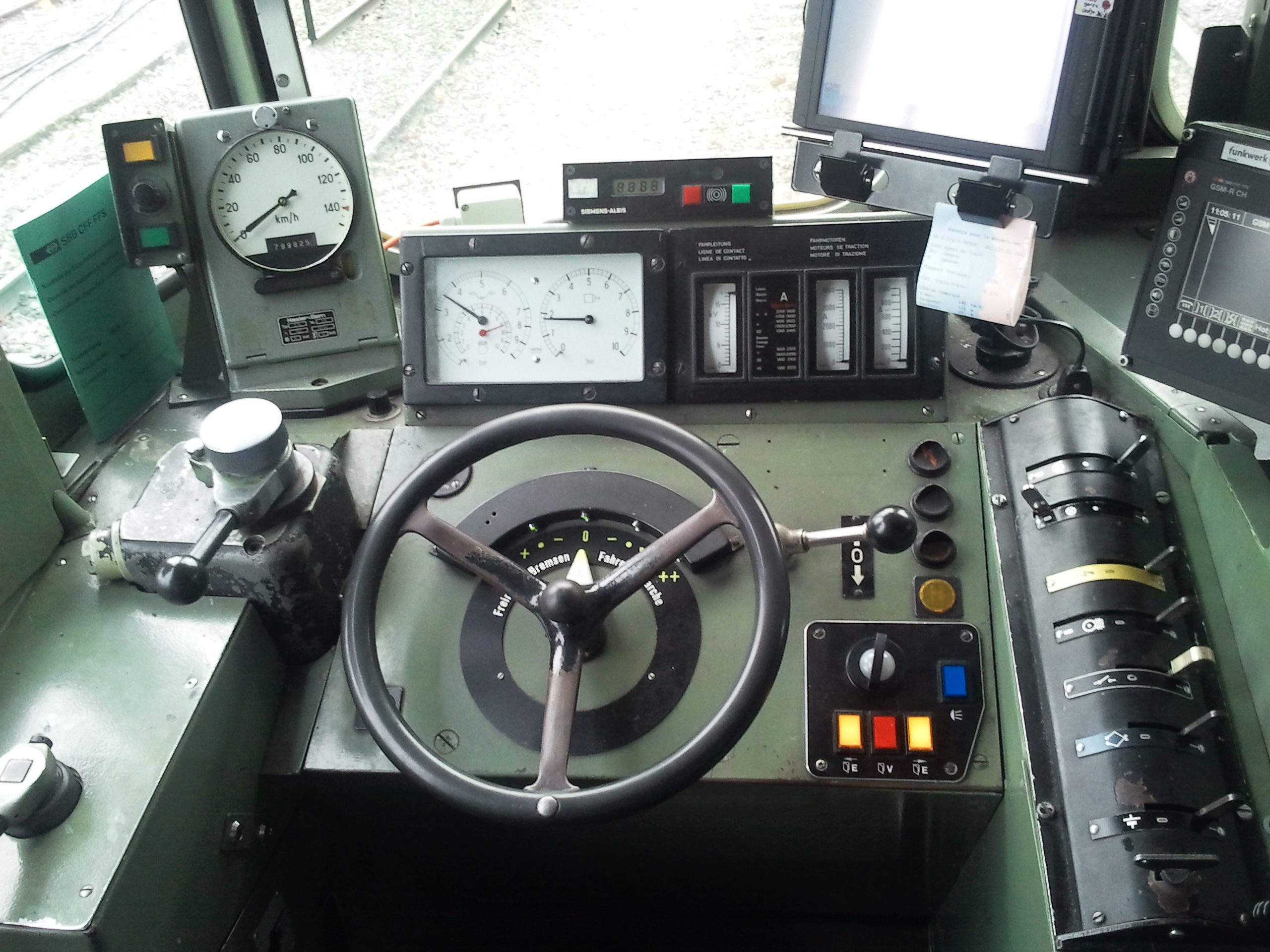
Poste de conduite d'une voiture pilote CFF: on voit la console d'affichage du ZUB posée sur les manomètres, voltmètre et ampèremètres, et présentant "8888".

- Lorsque la cabine n'est pas en service, ou que le train recule, ZUB affiche "8--8", ce qui signifie qu'il ne contrôle absolument rien.
- En l'absence de données fournies par le mécanicien, ZUB affiche un "40" car il considère que nous sommes en mouvement de manœuvre. Néanmoins, en l'absence de données et sans activation de la touche "Manœuvre", ZUB provoquera un serrage d'urgence en cas de déplacement du train.
- Lorsque les données sont rentrées et que le train roule comme circulation de train mais qu'il n'y a aucune balise ZUB sur le tronçon et qu'aucune donnée n'est fournie par la voie, ZUB affiche "8888" et ne surveille que la vitesse maximale autorisée pour le convoi.
- Après un signal présentant une annonce de vitesse, ZUB affiche ladite vitesse (par exemple "90") puis, si le signal d'exécution est également muni d'une balise ou si les informations permettent de le définir, ZUB affichera "----" lorsqu'il se mettra à surveiller la vitesse signalée de façon effective. Ce principe d'annonce est repris dans le cadre d'une courbe surveillée par le système avec une vitesse signalée par des panneaux de vitesse.
- Après un signal présentant l'avertissement, ZUB affiche un "0". Si le mécanicien se libère manuellement de l'annonce, ZUB affichera alors un "40" et surveillera une courbe de vitesse avec 40 km/h au but. Si la libération est effectuée automatiquement par une boucle, ZUB va alors afficher "IIII" pour signifier au mécanicien de regarder le signal. Si ce dernier est équipé, en plus de la boucle, par une balise, il affichera alors les informations que fournit cette dernière à son franchissement mais pas avant.
- Dans certains cas spéciaux ZUB peut afficher "7777", ce qui signifie qu'il a reçu de nouvelles informations mais que de plus anciennes, plus restrictives, n'ont pas encore été dégagées et sont donc surveillées.

Il est absolument interdit à tout mécanicien de se libérer du ZUB avant d'avoir formellement reconnu l'aspect du signal principal suivant.

## Limites du système
ZUB n'est pas un système exempt de limitations. Ainsi par exemple si le mécanicien ne réagit pas correctement à un événement, ZUB n'a pas d'autre possibilité que d'arrêter le train et ne peut pas, au contraire d'ETCS, seulement réduire la vitesse.
De plus, dans le cas où un signal présente un arrêt puis s'ouvre à l'approche du train, ZUB ne pourra pas se réactualiser tout seul avant de rencontrer une nouvelle balise, ce qui peut faire perdre du temps si le signal en question est éloigné ou en dehors du champ de vision du mécanicien, le train devant continuer de rouler à 40km/h au maximum.